# The Lady in Question
The Lady in Question is een Amerikaanse filmkomedie uit 1940 onder regie van Charles Vidor. Destijds werd de film in Nederland uitgebracht onder de titel Een vrouw onder verdenking.

## Verhaal
Wanneer de Parijzenaar André Morestan als jurylid wordt opgeroepen, meent hij aanvankelijk dat de verdachte Natalie Roguin schuldig is aan moord. Hij krijgt uiteindelijk toch medelijden met de dakloze vrouw en na haar vrijspraak nodigt hij haar uit om bij hem en zijn gezin in te trekken. Zijn zoon Pierre wordt verliefd op Natalie en begint misdaden te plegen om hun romance te bekostigen.

## Rolverdeling
| Acteur           | Personage          |
| ---------------- | ------------------ |
| Brian Aherne     | André Morestan     |
| Rita Hayworth    | Natalie Roguin     |
| Glenn Ford       | Pierre Morestan    |
| Irene Rich       | Michèle Morestan   |
| George Coulouris | Advocaat           |
| Lloyd Corrigan   | Openbare aanklager |
| Evelyn Keyes     | François Morestan  |
| Edward Norris    | Robert LaCoste     |
| Curt Bois        | Henri Lurette      |
| Frank Reicher    | President          |
| Sumner Getchell  | Dikke jongen       |
| Nicholas Bela    | Nick               |
| Marie Blake      | Nicholas Farkas    |